# Johann Friedrich von Schaesberg
Johann Friedrich Graf von Schaesberg (* 10. Juni 1705 in Düsseldorf; † 5. September 1775) begann als jülichscher Landkommissar eine politische Karriere und wechselte in den geistlichen Beruf. Er wurde Dompropst in Paderborn sowie Domherr in Hildesheim und Münster.

## Leben

### Herkunft und Familie
Johann Friedrich Graf von Schaesberg wuchs als Sohn des kurpfälzischen Obristhofmeisters Johann Friedrich von Schaesberg zu Krickenbeck (1663–1723) und dessen Gemahlin Maria Mechthild von Schöler zusammen mit seinem Bruder Johann Wilhelm (1696–1768, Kanzler in Jülich und Berg)
in der Adelsfamilie von Schaesberg auf. Sein Urgroßvater Johann Friedrich Freiherr von Schaesberg (1598–1671) war Statthalter des Kurfürsten Johann Wilhelm und mit Ferdinande von Wachtendonck verheiratet. So kam die Familie in den Besitz des Schlosses Krickenbeck. Im Jahre 1705 wurde die Familie durch den Kaiser in den Reichsgrafenstand erhoben.
Johanns Neffen Franz Ferdinand von Schaesberg und Karl Franz von Schaesberg waren ebenfalls Domherren.

### Wirken
Als Nachfolger seines Vaters wurde Johann am 16. September 1723 Amtmann zu Blankenheim und am 8. Juni 1724 kurpfälzischer Kammerherr. Am 30. September 1726 zum Jülichschen Landkommissar ernannt, gab er ganz spontan seine politische Karriere auf und nahm in Roermond eine Tonsur, um sich auf ein geistliches Leben vorzubereiten. Im Jahre 1728 erhielt er vom Domherrn Jobst Matthias von Twickel die Dompräbende und wurde Domherr zu Hildesheim. Er studierte vom 20. Juni 1731 bis zum 8. August 1732 in Paris und absolvierte ein Biennium, welches für die geistliche Laufbahn notwendig war. Im Jahre 1734 verzichtete Johann in Hildesheim zugunsten des Domherrn Franz Egon von Fürstenberg, der ihm hierfür in seiner Eigenschaft als Turnar in Münster eine Dompräbende verlieh. Als Domherr in Paderborn wurde er hier am 4. November 1739 zum Domdechanten gewählt. Drei Jahre später wurde er hier Dompropst. Im Jahre 1757 wurde er zum Präsidenten des Geheimen Rates des Hochstifts Paderborn gewählt.